# Alex Shackell
Alex Shackell (Mission Viejo, 13 de noviembre de 2006) es una deportista estadounidense que compite en natación, especialista en el estilo libre.
Ganó una medalla de plata en el Campeonato Mundial de Natación de 2023 y una medalla de oro en el Campeonato Mundial de Natación en Piscina Corta de 2024.
En diciembre de 2024 estableció una nueva plusmarca mundial en piscina corta del relevo 4 × 100 m libre (3:25,01).

## Palmarés internacional
| Campeonato Mundial                  | Campeonato Mundial | Campeonato Mundial | Campeonato Mundial |
| Año                                 | Lugar              | Medalla            | Prueba             |
| ----------------------------------- | ------------------ | ------------------ | ------------------ |
| 2023                                | Fukuoka (Japón)    | Medalla de plata   | 4 × 200 m libre    |
| Campeonato Mundial en Piscina Corta |                    |                    |                    |
| Año                                 | Lugar              | Medalla            | Prueba             |
| 2024                                | Budapest (Hungría) | Medalla de oro     | 4 × 100 m libre    |